# Zeneba Worq
Zeneba Worq eller Zenebework, född 1917, död 1934, var en etiopisk prinsessa, dotter till kejsar Haile Selassie och Menen Asfaw. 
Hon gifte sig vid femton års ålder 1932 med prins Haile Selassie Gugsa av Tigray. Äktenskapet hade arrangerats för att skapa fred mellan två familjer som länge varit i konflikt. Äktenskapet var olyckligt och hon klagade ofta för sin familj över att hon blev illa behandlad av sin makes familj.